# Mariano Godoy
Mariano de Jesús Godoy Cerrato (Tegucigalpa; 17 de octubre de 1950) es un exfutbolista hondureño que jugó de centrocampista.

## Selección nacional
Jugó con la selección de Honduras en el Campeonato Concacaf de 1971 y la clasificación para la Copa Mundial de 1974.

### Participaciones en Campeonatos Concacaf
| Copa                                          | Sede              | Resultado     | Part. | Goles |
| --------------------------------------------- | ----------------- | ------------- | ----- | ----- |
| Campeonato de Naciones de la Concacaf de 1971 | Trinidad y Tobago | Sexto puesto  | 2     | 0     |
| Campeonato de Naciones de la Concacaf de 1973 | Haití             | Cuarto puesto | 4     | 0     |

## Clubes
| Club             | País     | Año       |
| ---------------- | -------- | --------- |
| Federal          | Honduras | 1967-1968 |
| Motagua          | Honduras | 1968-1979 |
| Atlético Morazán | Honduras | 1979-1981 |

## Palmarés

### Títulos nacionales
| Título           | Equipo           | País     | Año     |
| ---------------- | ---------------- | -------- | ------- |
| Copa de Honduras | Motagua          | Honduras | 1968    |
| Liga Nacional    | Motagua          | Honduras | 1968-69 |
| Liga Nacional    | Motagua          | Honduras | 1970-71 |
| Liga Nacional    | Motagua          | Honduras | 1973-74 |
| Liga Nacional    | Motagua          | Honduras | 1978-79 |
| Liga de Ascenso  | Atlético Morazán | Honduras | 1979    |